# أكسل هولست
أكسل هولست (بالنرويجية البوكمول: Axel Holst)‏ هو عالم أمراض وبروفيسور نرويجي، ولد في 6 سبتمبر 1860 في كريستيانية في النرويج، وتوفي في 26 أبريل 1931 في أوسلو في النرويج.